# Jussy-le-Chaudrier
Jussy-le-Chaudrier település Franciaországban, Cher megyében. Lakosainak száma 578 fő (2022. január 1.). Jussy-le-Chaudrier Argenvières, Beffes, Charentonnay, Garigny, Précy, Saint-Léger-le-Petit, Saint-Martin-des-Champs és Sancergues községekkel határos.

## Népesség
A település népessége az elmúlt években az alábbi módon változott:
| Lakosok száma | 645  | 545  | 515  | 602  | 632  | 622  | 607  | 593  | 588  | 578  |
|               | 1968 | 1982 | 1990 | 2006 | 2013 | 2015 | 2017 | 2019 | 2020 | 2022 |